# Liste des canaux du Québec
La liste des canaux du Québec comprend l'ensemble des cours d'eau artificiels du Québec et l'ensemble des canaux constituant la voie maritime du fleuve Saint-Laurent, dans sa partie québécoise.

## Mauricie
- Canal Mégiscane

## Outaouais
- Canal de Carillon

## Montérégie
- Canal de Chambly
- Canal de Saint-Ours

## Région de Montréal
- Canal Côteau-du-Lac
- Canal de l'Aqueduc
- Canal de Sainte-Anne-de-Bellevue
- Canal de Lachine
- Canal de Soulanges

## Voie maritime du Saint-Laurent
- Voie maritime du Saint-Laurent
  - Canal de la Rive-Sud
  - Canal de Beauharnois